# Jeppe Simonsen
Jeppe Friborg Simonsen (ur. 21 listopada 1995 w Kolding) – haitański piłkarz grający na pozycji prawego lub lewego obrońcy w duńskim klubie Fremad Amager oraz reprezentacji Haiti. Posiada również obywatelstwo duńskie. 
Urodził się w Danii, jako syn haitańskich rodziców. 

## Kariera klubowa
Simonsen karierę piłkarską rozpoczynał jako napastnik. Był zawodnikiem młodzieżowych drużyn Kolding IF oraz SønderjyskE Fodbold. 10 sierpnia 2014 zadebiutował w pierwszym zespole SønderjyskE w Superligaen, w przegranym 1:3 meczu z FC Midtjylland. W styczniu 2015 przedłużył kontrakt z klubem z Haderslev o 3 lata. W lipcu 2016 został wypożyczony na pół roku do HB Køge. W 2018 podpisał nowy kontrakt z SønderjyskE, obowiązujący do lata 2021. Ostatecznie był zawodnikiem tego klubu do 1 lutego 2022, kiedy podpisał 2,5-letni kontrakt z Podbeskidziem Bielsko-Biała. W I lidze zadebiutował 27 lutego 2022 w zremisowanym 0:0 spotkaniu z GKS Tychy. 24 sierpnia 2023 przeszedł do portugalskiego Académico de Viseu. 27 sierpnia 2024 powrócił do SønderjyskE, z którym podpisał kontrakt do końca roku. Po wypełnieniu tej umowy został zawodnikiem Fremad Amager.

## Kariera reprezentacyjna
W latach 2014–2015 był młodzieżowym reprezentantem Danii. W 2021 zaczął reprezentować kraj swojego pochodzenia, Haiti. W nowej reprezentacji zadebiutował 5 czerwca 2021 w wygranym 10:0 meczu eliminacji Mistrzostw Świata 2022 z Turks i Caicos. Pierwszą bramkę zdobył 15 czerwca 2022 w wygranym 6:0 spotkaniu Ligi Narodów CONCACAF z Gujaną. Znalazł się w kadrze na Złoty Puchar CONCACAF 2023, jednak nie rozegrał na tym turnieju ani jednego spotkania.

## Sukcesy

### Klubowe
SønderjyskE Fodbold
- Zdobywca Pucharu Danii: 2019/2020